# Teeworlds
Teeworlds — свободная компьютерная игра с открытым исходным кодом в жанре многопользовательского 2D-шутера, первоначально созданная шведским разработчиком Магнусом Аувиненом и в настоящее время поддерживаемая сообществом.

## Игровой процесс
Игрок управляет похожим на колобка персонажем. Цель играющего зависит от режима игры: например, уничтожить противников, доставить вражеский флаг к себе на базу или добежать до конца карты.
Помимо обычного передвижения при помощи клавиш в игре наблюдаются следующие способы:
- Двойные прыжки: в игре реализована система двойных прыжков. Находясь в воздухе, игрок может подпрыгнуть ещё раз, нажав соответствующую кнопку.
- Крюк: с помощью крюка можно удерживать около себя одного из игроков (некоторое время, по истечении которого крюк отпустится сам) или держаться за твёрдую поверхность (неограниченное время). Крюк можно использовать в сочетании (одновременно) с оружием. За некоторые поверхности цепляться нельзя. Возможность создать такую поверхность предоставлена разработчикам карт.

В Teeworlds используется графика в стиле мультипликации. Изначально игрок может изменить внешний вид своего персонажа, также на официальном форуме выкладываются любительские модификации игровых предметов и персонажей. Чтобы увидеть скин другого игрока нужно иметь его у себя.
Игрок может иметь до 10 единиц здоровья и 10 единиц брони. При нанесении урона сперва расходуется броня, а потом здоровье. При прямом попадании гранатой расходуется 1 жизнь и 5 брони. Как только здоровье становится равным нулю, игрок умирает (даже при наличии брони). Также игрок может умереть от падения в пропасть или в специальное убивающее место. Такого места может и не быть. Возможность сделать его предоставлена разработчикам карт.

### Режимы игры
В Teeworlds есть 3 стандартных типа игры — захват флага (CTF), бой насмерть (DM) и командный бой насмерть (TDM). Также существуют модификации, созданные энтузиастами.

## Разработка
В марте 2008 года с выходом версии 0.4.0 изначальное название игры Teewars было изменено разработчиками на Teeworlds по юридическим причинам.
В 2010 году для работы над проектом организован набор команды разработчиков. В июне того же года проект перенесен на GitHub.
В августе 2015 года игра была размещена в сервисе цифровой дистрибуции Steam.

### Пользовательский контент
В игру встроен мощный редактор карт, в котором можно создать простейшую карту или даже с использованием анимации. Главная особенность редактора в том, что он уже содержится в клиенте игры.

## Отзывы критиков
Журнал «Игромания» поставила игре 8 баллов из 10.